# Plagioscyphus calciphilus
Plagioscyphus calciphilus är en kinesträdsväxtart som beskrevs av René Paul Raymond Capuron. Plagioscyphus calciphilus ingår i släktet Plagioscyphus och familjen kinesträdsväxter. Inga underarter finns listade i Catalogue of Life.